# Return of the Hitcher
Return of the Hitcher, auch bekannt als Hitcher in the Dark, ist ein italienischer Psychothriller von Umberto Lenzi aus dem Jahr 1989.

## Inhalt
Mark Glazer ist ein geistesgestörter junger Mann, der eine sexuelle Obsession für seine tote Mutter hat. Er fährt im Wohnmobil seines Vaters umher, um Anhalterinnen mitzunehmen, die er entführt, angreift und anschließend ermordet, damit er seine sexuellen Wünsche erfüllen kann. Eine der Frauen, die er aufnimmt, ist die Protagonistin Daniela, die zu ihrem Unglück stark seiner Mutter ähnelt.

## Synchronisation
| Figur          | Schauspieler  | Deutscher Synchronsprecher |
| -------------- | ------------- | -------------------------- |
| Mark Glazer    | Joe Balogh    | Nicolas Böll               |
| Daniela Foster | Josie Bissett | Melanie Pukaß              |
| Kevin          | Jason Saucier | Frank Schaff               |
| Marks Vater    | Robin Fox     | -                          |

## Produktion und Veröffentlichung
Regie führte Umberto Lenzi. Das Drehbuch schrieb Olgar Pehar. Der Produzent war Joe D’Amato. Die Musik komponierte Carlo Maria Cordio und für die Kameraführung war Jerry Phillips verantwortlich. Der Film kam 1989 raus. Am 16. Juni 2023 erschien der Film in einer ungekürzten Fassung mit der Altersfreigabe „ab 18 Jahren“ in Deutschland.

## Rezeption
„Einfallslose Mär vom Schrecken der Mutterbindung, brutal in der Machart, ohne jeden erkennbaren Sinn (außer der skrupellosen Vermarktung).“